# Thrikkodithanam
Thrikkodithanam es una ciudad censal situada en el distrito de Kottayam en el estado de Kerala (India). Su población es de 33819 habitantes (2011). Se encuentra a 19 km de Kottayam y a 90 km de Cochin.

## Demografía
Según el censo de 2011 la población de Thrikkodithanam era de 33819 habitantes, de los cuales 16504 eran hombres y 17315 eran mujeres. Thrikkodithanam tiene una tasa media de alfabetización del 97,87%, superior a la media estatal del 94%: la alfabetización masculina es del 98,56%, y la alfabetización femenina del 97,22%.